# Hieracium diodontum
Hieracium diodontum es una especie de planta con flor del género Hieracium, de la familia Asteraceae, orden Asterales.

## Distribución
Hieracium diodontum se distribuye por Noruega.

## Taxonomía
Fue descrita científicamente por (Stenstr.) Omang. Fue publicada en Nyt Mag. Naturvidensk.